# Doživjeti stotu
Doživjeti stotu (trad. Vivere cento anni) è il quinto album in studio del gruppo rock jugoslavo Bijelo Dugme, pubblicato nel 1980.

## Tracce
Tutte le tracce sono state scritte e composte da Goran Bregović, eccetto dove indicato.
1. Doživjeti stotu – 3:12 (testo: Duško Trifunović)
2. Lova – 2:49
3. Tramvaj kreće (ili Kako biti heroj u ova šugava vremena) – 3:14
4. Hotel, motel – 3:33
5. Pjesma mom mlađem bratu (iz Niša u proljeće '78) – 4:14
6. Čudesno jutro u krevetu gospođe Petrović – 2:29
7. Mogla je biti prosta priča – 2:47
8. Ha, ha, ha – 3:10
9. Zažmiri i broj – 3:45
10. Pristao sam biću sve što hoće – 3:01 (testo: Trifunović)

## Formazione
- Goran Bregović - chitarra
- Željko Bebek - voce
- Zoran Redžić - basso
- Điđi Jankelić - batteria
- Vlado Pravdić - tastiere